# Cyrtophyllicus chlorum
Cyrtophyllicus chlorum is een rechtvleugelig insect uit de familie sabelsprinkhanen (Tettigoniidae). De wetenschappelijke naam van deze soort is voor het eerst geldig gepubliceerd in 1908 door Hebard.
1. ↑  (en) Cyrtophyllicus chlorum op de IUCN Red List of Threatened Species.